# Трасо
Трасо (гал. Trazo, ісп. Trazo) — муніципалітет в Іспанії, у складі автономної спільноти Галісія, у провінції Ла-Корунья. Населення — 3498 осіб (2009).
Муніципалітет розташований на відстані близько 495 км на північний захід від Мадрида, 40 км на південь від Ла-Коруньї.

## Географія
Через муніципалітет протікає річка Тамбре.

## Демографія
Динаміка населення (INE ):

## Галерея зображень

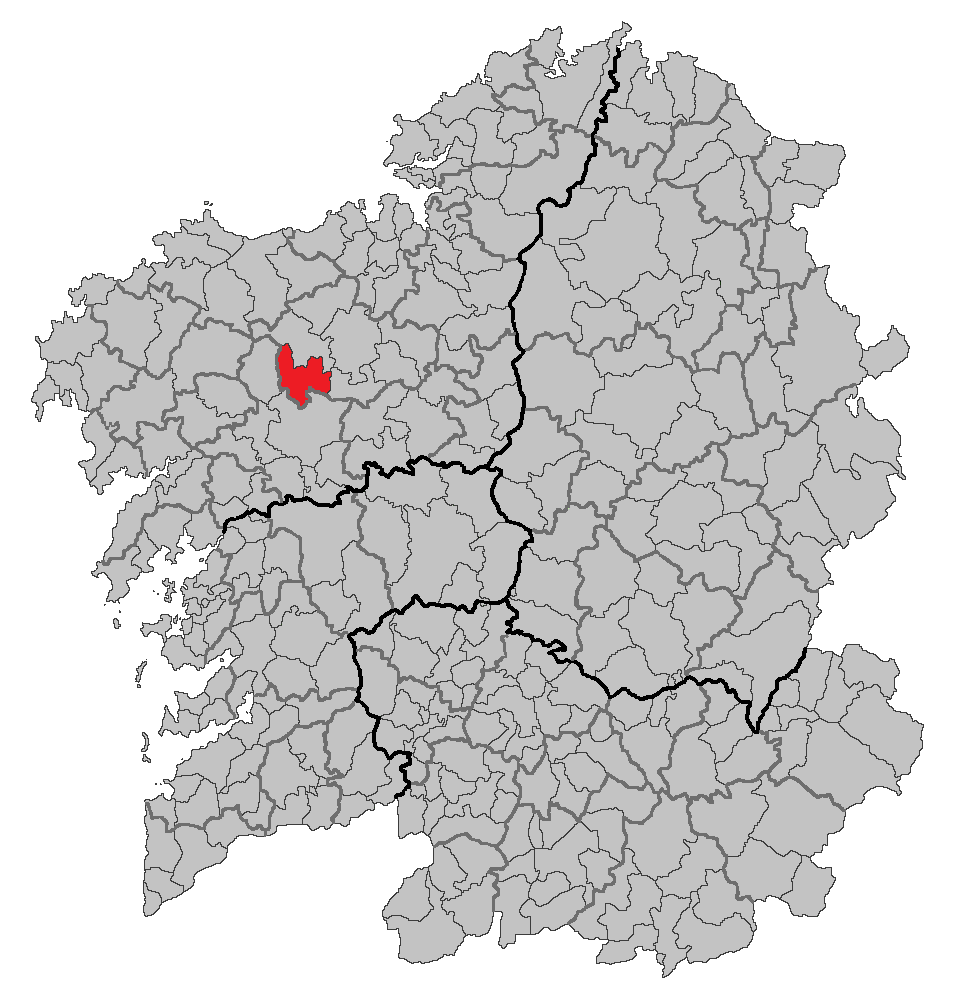
Розташування муніципалітету